# Dolmen de Puigsespedres
El Dolmen de Puigsespedres és un sepulcre megalític situat a 765 m al costat del turó de Puigsespedres. És prop del Camí Ral de Vic a Olot, a un km damunt del poble de l'Esquirol (Osona), inclòs a l'Inventari del Patrimoni Arqueològic i Paleontològic de Catalunya.
És tracta d'un dolmen de galeria coberta, força malmesa, excavat el 1920.

## Troballes
Pel que fa al material arqueològic s'han trobat peces en diversos materials.
- En sílex, un ganivet de sílex negre de 10 cm de llargada i retoc bilateral, un altre de sílex blanc de 8 cms de llargada sense retoc així com diversos fragments de ganivets, puntes i ascles.
- En os, s'ha trobat un botó prismàtic perforat en "V".
- En ceràmica diversos fragments sense decoració ni forma. Amb tot, segons R. Batista, es recolliren alguns fragments de vores i carenes i un fragment decorat,  amb representació solar, ja desapareguts.
- Com a ornament s'han localitzat denes de collarets perforades, fetes en pectem i en pedra.
- En metall un fragment de plaqueta de coure.
- Les restes antropològiques les conformen un fragment de volta craneana, diversos fragments de mandíbula inferior d'adult, 13 dents, 3 premolars i diversos fragments indeterminats.[1]

Per la relació de materials arqueològics apareguts (les formes carenades, etc.), sembla que el megàlit, un dels de cronologia més antiga de la comarca, fou reutilitzat.